# The Happiest Millionaire
The Happiest Millionaire (br: Quando o Coração Não Envelhece) é um filme de comédia musical estadunidense de 1967, dirigido por Norman Tokar para a Walt Disney Productions. O roteiro adaptado por A.J. Carothers é baseado na peça teatral que por sua vez fora uma adaptação do livro My Philadelphia Father, de Kyle Crichton (escrito com a colaboração de Cordelia Drexel Biddle). A história é sobre o pai de Cordelia, o milionário norte-americano Anthony J. Drexel Biddle (interpretado por Fred MacMurray). A trilha musical é de Robert e Richard Sherman. Foi o último filme a contar com o envolvimento de Walt Disney, que morreu durante a produção.

## Elenco
- Fred MacMurray...Pai
- Greer Garson...Mãe
- Gladys Cooper...tia Mary
- Geraldine Page...Madame Duke
- Tommy Steele...John Lawless/narração
- Hermione Baddeley...Madame Worth
- John Davidson...Angie
- Lesley Ann Warren...Cordy
- Paul Petersen...Tony
- Eddie Hodges...Livingston
- Joyce Bulifant...Rosemary
- Sean McClory...sargento da polícia
- Jim McMullan...tenente Powell
- William Wellman, Jr....tenente Grayson
- Aron Kincaid...Walter Blakely

## Sinopse
Durante o outono de 1916, às vésperas da entrada dos Estados Unidos na Primeira Guerra Mundial, o imigrante irlandês John Lawless é indicado a uma vaga de mordomo na mansão do milionário da Filadélfia Anthony J. Drexel Biddle, mas a dona da casa que o entrevistará não está. A governanta também é irlandesa e convida John para lanchar enquanto espera a chegada da Madame Biddle. John achava que os Biddles fossem uma família refinada e tranquila mas logo conhece as excentricidades dos futuros patrões: o senhor Biddle é ex-fuzileiro naval, mantém no estábulo uma academia de boxe e escola de estudos bíblicos (criou o movimento "Athletic Christianity") e vários crocodilos que caçou na Flórida, em tanques de água dentro da casa. Seus principais alunos são os filhos adolescentes: dois rapazes (Tony e Livingston) e a moça Cordélia ("Cordy"). Cordélia preocupa-se pois está em idade de namorar mas os rapazes tem medo dela pelo seu jeito abrutalhado de lutadora de boxe.John é aceito para o novo cargo e passa a ser o narrador e comentarista da história da família.  A sofisticada e idosa Tia Mary convence os pais a matricular Cordélia em uma Escola para Moças em outro estado. Numa festa ela conhece o filho de milionário do tabaco e obcecado por automóveis, Angier Buchanan Duke, e os dois se apaixonam. A partir dai haverá os problemas de aceitação do namoro do casal pelas respectivas famílias, principalmente pela mãe de Angie, a esnobe novaiorquina Madame Duke.

## Canções
1. "Fortuosity"
2. "What's Wrong with That?"
3. "Watch Your Footwork"
4. "Valentine Candy"
5. "Strengthen the Dwelling"
6. "I'll Always Be Irish"
7. "Bye-Yum Pum Pum"
8. "Are We Dancing?"
9. "Detroit"
10. "I Believe in This Country"
11. "There Are Those"
12. "Let's Have a Drink On It"
13. "It Won't Be Long 'Til Christmas (Let Them Go)" (Roadshow version only)

A canção "Detroit" contém o verso "FOB Detroit" (livre a bordo, jargão usado em transporte de cargas). De acordo com os Shermans, Walt Disney estava caminhando pelo hall do prédio do estúdio de animação e ouviu o verso, e teria se irritado com o que achou que fosse uma alusão a um palavrão "S.O.B." ou sigla de "Son of a bitch". Imediatamente entrou no escritório e reclamou da linguagem ofensiva inapropiada numa canção de um filme Disney. Os Shermans explicaram o engano e depois todos dariam boas risadas sobre isso.
A trilha sonora original foi lançada pela Buena Vista Records nas versões estéreo (STER-5001) e mono (BV-5001). Uma segunda gravação com cantores do estúdio e orquestração de Tutti Camarata apareceu pela  Disneyland Records, também estéreo (STER-1303) e mono (DQ-1303).
Foi relançada em CD de 2002 (60781-7), remasterizada da gravação original.
Diana Ross and the Supremes cantaram "It Won't Be Long 'Til Christmas" para um planejado álbum de canções Disney, mas as faixas com as gravações não foram lançadas até a década de 1980.

## História da produção
O livro de 1955 My Philadelphia Father de Kyle Crichton foi a base da história. Crichton adaptou o texto para uma peça da Broadway. A peça, chamada de The Happiest Millionaire, estreou na Broadway em 20 de novembro de 1956 no Lyceum Theatre. Walter Pidgeon interpretou Anthony J. Drexel Biddle, enquanto George Grizzard foi Angier Duke. A produção conseguiu 271 apresentações, encerrando em 13 de julho de 1957.
Walt Disney adquiriu os direitos da peça no início dos anos de 1960, mas não tinha a intenção de utilizá-la em um musical. Após os sucessos de Mary Poppins, My Fair Lady e The Sound of Music, o produtor Bill Walsh decidiu por uma comédia musical. Posteriormente, Walt o escalou para Blackbeard's Ghost, substituindo-o por Bill Anderson.
Os compositores Irmãos Sherman queriam Rex Harrison para o papel do protagonista mas Walt Disney insistiu e conseguiu que Fred MacMurray o fizesse. Harrison não poderia ficar com o papel de qualquer forma, pois estava filmando Doctor Dolittle para a 20th Century Fox.
Lesley Ann Warren, que Walt tinha visto na produção televisiva de 1965 da CBS para Cinderela (de Rodgers e Hammerstein), faz sua estréia no cinema. Ela encontrou seu futuro marido Jon Peters, durante as filmagens

## Diferentes edições
Quando Walt Disney faleceu em 15 de dezembro de 1966, o filme tinha a primeira edição completada. Walt falou para Anderson usar seu próprio julgamento mas aconselhou a que não deixasse a distribuidora apressá-lo. Anderson queria cortar o filme (ele não gostou de "It Won't Be Long 'Til Christmas" e da performance de Greer Garson), mas o Disney COO Card Walker não aceitava. Eles acabaram concordando com a versão expandida.
O filme foi lançado com 164 minutos. Robert Sherman estava na Inglaterra durante a premiere em Hollywood no cinema Pantages, mas ficou furioso quando soube pelo Los Angeles Times que a atração fora dividida com a exibição de The Shaggy Dog (1959) e The Absent-Minded Professor, a preços mais baratos. Para satisfazer os donos da Radio City Music Hall, que lançariam o filme em New York, houve o corte de 20 minutos. Nos demais cinemas, o filme ficou com uma versão de 118 minutos. Após isso, nunca foi relançado e apareceu na TV somente em 1984 (coincidentemente, no mesmo ano em que a verdadeira Cordelia Drexel Biddle falecera), com a edição de 164 minutos, no Disney Channel. O filme foi lançado para vídeo em 1983 e 1986 (videotape), com versão de 144 minutos. Anchor Bay Entertainment lançou versões separadas em 20 de julho de 1999
Disney lançou seu próprio DVD em 1 de junho de 2004, com a versão expandida. Foram incluidas duas partes que não estavam no DVD da Anchor Bay: a música do final do Ato I e a canção final do Ato II.

## Indicações a prêmios
- Indicado ao Óscar de Melhor Figurino para Bill Thomas.

## Quadrinhos
Assim como outros filmes da Disney, a história foi adaptada para tiras de quadrinhos, com arte de Dick Shaw. A publicação original iniciou em abril de 1968. No Brasil, foram publicadas na revista Almanaque do Tio Patinhas número 54, de janeiro de 1970.